# Библиография Николая Гоголя
Николай Васильевич Гоголь написал несколько десятков произведений. Над многими из них продолжалась работа даже после публикации, что привело к наличию нескольких редакций повестей «Тарас Бульба», «Портрет», «Вий», пьесы «Ревизор».

## Художественные произведения

### Романы
- Мёртвые души (роман-поэма)

### Повести
- Вечера на хуторе близ Диканьки
  - Сорочинская ярмарка
  - Вечер накануне Ивана Купала
  - Майская ночь, или Утопленница
  - Пропавшая грамота
  - Ночь перед Рождеством
  - Страшная месть
  - Иван Фёдорович Шпонька и его тётушка
  - Заколдованное место
- Миргород (сборник)
  - Старосветские помещики
  - Тарас Бульба
  - Вий
  - Повесть о том, как поссорился Иван Иванович с Иваном Никифоровичем
- Петербургские повести
  - Невский проспект
  - Нос
  - Портрет
  - Записки сумасшедшего
  - Шинель
  - Коляска
  - Рим (Аннунциата)

### Пьесы
- Владимир третьей степени
- Ревизор
- Женитьба
- Игроки

### Поэзия

#### Поэмы
- Ганц Кюхельгартен

#### Стихи
- Италия
- Молитва
- Се образ жизни нечестивой...
- Коллективные шуточные стихотворения
- Новоселье

## Критика, публицистика
- Арабески (сборник)
  - Предисловие
  - Скульптура, живопись и музыка
  - О средних веках
  - О преподавании всеобщей истории
  - Взгляд на составление Малороссии
  - Несколько слов о Пушкине
  - Об архитектуре нынешнего времени
  - Ап-мамун
  - Жизнь
  - Шлецер, Миллер и Гердер
  - О малороссийских песнях
  - Несколько мыслей о преподавании детям географии
  - О движении народов конца V века
- Авторская исповедь
- Выбранные места из переписки с друзьями
- Петербургские записки 1856 года
- О сословиях в государстве
- О «Современнике»
- Рецензии из «Современника»
- Рецензии, не вошедшие в «Современник»
- О движении журнальной литературы в 1834 и 1835 годах
- Борис Годунов. Поэма Пушкина
- Приложения к «Ревизору»
- Учебная книга словесности для русского юношества
- Размышления о Божественной Литургии

## Утерянные произведения и неоконченные отрывки
- «Мёртвые души» (найденный отрывок второго тома, считавшийся утраченным)
- «Гетьман» (незавершённый исторический роман, отрывки из которого печатались в «Арабесках» под названием «Глава из исторического романа» и «Пленник (Кровавый бандурист)»
- «Аннунциата» (задуманный роман, отрывок из которого публиковался в последующих изданиях «Петербургских повестей» под названием «Рим»
- «Владимир третьей степени» (незавершённая пьеса, отрывки из которой часто переписывались и известны под названиями «Лакейская», «Утро делового человека», «Тяжба», «Отрывок (Сцены из светской жизни)»
- «Альфред» (незавершённая пьеса)
- «Отрывки из неизвестной драмы» (незавершённая пьеса)
- «Наброски драмы из украинской истории» (незавершённая пьеса)
- «Игроки» (пьеса, считающаяся незаконченной)
- «Страшная рука» и «Фонарь умирал» (предположительно первоначальные отрывки из «Невского проспекта»)[2]
- «Дождь был продолжительный» (предположительно первоначальный отрывок из «Записок сумасшедшего»[2]
- «Рудокопов» (отрывок из начатой повести)[2]
- «Семён Семёнович Батюшек» (отрывок из начатой повести)[2]
- «Девицы Чабловы» (отрывок из начатой повести)[2]
- «Что это?» (отрывок из начатой повести)[2]
- Две главы из малороссийской повести «Страшный кабан» (отрывок из начатой повести)
- «Ночи на вилле» (отрывок из незаконченной автобиографии)
- «Разбойники» (утерянная трагедия «гимназистского периода»)
- «Две рыбки» (утерянная баллада «гимназистского периода», посвящённая умершему брату Ивану)
- «Братья Твердиславичи» (утерянная повесть «гимназистского периода», повествующая о древних славянах)
- «Россия под игом татар» (утерянная поэма «гимназистского периода»)
- «Нечто о Нежине, или Дуракам закон не писан» (полностью утраченное сатирическое произведение «гимназистского периода»)
- «Учебная книга словесности для русского юношества» (незавершённая книга)

## Где прочитать
- Николай Васильевич Гоголь в Викитеке
- Произведения Н.В. Гоголя в электронном виде — Lib.ru/Классика.
- Произведения Н. В. Гоголя на сайте Тверской епархии